# Hoornaars
De hoornaars (Vespa) zijn een geslacht van eusociale wespachtigen. Sommige soorten kunnen tot 5,5 cm lang worden. De hoornaars vormen samen het geslacht Vespa en onderscheiden zich van de andere wespen door de grootte van hun vertex (het deel van het hoofd achter de ogen).

## Leefwijze
Hoornaars eten vooral insecten die door de mens worden gezien als plaagdier. Gewone wespen en honingbijen kunnen hun prooi zijn. Een kolonie van hoornaars sterft elke winter volledig uit. Alleen de jonge koninginnen die het nest dan al hebben verlaten overwinteren en worden de koninginnen van de nieuwe lente.

## Voortplanting
De Europese hoornaar (Vespa crabro) komt van nature voor in Europa. Een nest van deze soort wordt in de lente opgebouwd door een bevrucht vrouwtje; de koningin. Vaak worden nesten gemaakt in donkere holle stammen. Een nest bestaat in het begin uit vijftig cellen van gekauwde boomschors. Er wordt een ei gelegd in iedere cel. Na vijf tot acht dagen komen deze eieren uit, en in de vijf weken daarna ontwikkelen de larven zich in vijf stadia tot wesp. 

## Soorten
- Vespa affinis
- Vespa analis
- Vespa auraria
- Vespa basalis
- Vespa bellicosa
- Vespa bicincta
- Vespa bicolor
- Vespa binghami
- Vespa crabro (Europese hoornaar)
- Vespa ducalis
- Vespa dybowskii
- Vespa fervida
- Vespa fumida
- Vespa luctuosa
- Vespa mandarinia (Aziatische reuzenhoornaar)
  - Vespa mandarinia japonica (Japanse reuzenhoornaar)
- Vespa mocsaryana
- Vespa multimaculata
- Vespa orientalis (Oriëntaalse hoornaar)
- Vespa philippinensis
- Vespa simillima
- Vespa soror
- Vespa tropica
- Vespa velutina (Aziatische hoornaar)
- Vespa vivax